# Atarba (Atarbodes) pallidicornis
Atarba (Atarbodes) pallidicornis is een tweevleugelige uit de familie steltmuggen (Limoniidae). De soort komt voor in het Oriëntaals gebied.